# Folke Jansson

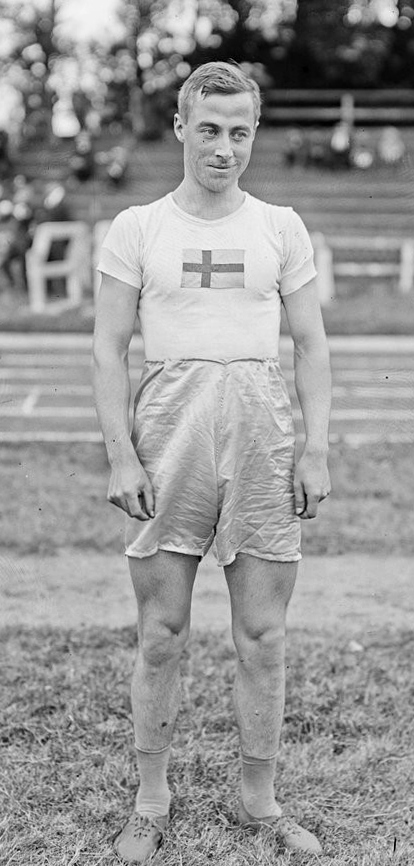
Folke Jansson, 1920

Folke Jansson (Folke Georg „Pytta“ Jansson; * 23. April 1897 in Jönköping; † 18. Juli 1965 in Göteborg) war ein schwedischer Dreispringer.
Bei den Olympischen Spielen 1920 in Antwerpen gewann er mit 14,48 m die Silbermedaille hinter dem Finnen Vilho Tuulos (14,505 m) und vor seinem Landsmann Erik Almlöf (14,27 m). Vier Jahre später wurde er Fünfter bei den Olympischen Spielen in Paris.
Siebenmal wurde er Schwedischer Meister (1917, 1919–1924) und einmal Englischer Meister (1921). Am 29. Juni 1918 stellte er in Oslo mit 14,92 m einen nationalen Rekord auf, den er am 28. August 1920 in Paris auf 15,09 m verbesserte.